# 1852 au Nouveau-Brunswick
Chronologie du Nouveau-Brunswick
- 1848
- 1849
- 1850
- 1851
- 1852
- 1853
- 1854
- 1855
- 1856

Cette page concerne des événements survenus en 1852 dans la colonie du Nouveau-Brunswick.

## Événements
- William Smith succède à Thomas Harding au poste du maire de Saint-Jean.

## Naissances
- 4 janvier : Auguste Léger, député.
- 15 février : Pascal Poirier, sénateur.
- 6 mars : James Robinson, député.
- 15 décembre : Alexander Gibson, député.

## Décès
- 22 mars : John Harvey, lieutenant-gouverneur du Nouveau-Brunswick.